# Балашов, Вячеслав Павлович
Вячесла́в Па́влович Балашо́в (16 апреля 1917 — 23 января 1990) — советский лётчик морской авиации во время Великой Отечественной войны, Герой Советского Союза (24.07.1943). Полковник (14.03.1953). Кандидат военно-морских наук (11.05.1956), доцент (20.07.1963).

## Краткая биография

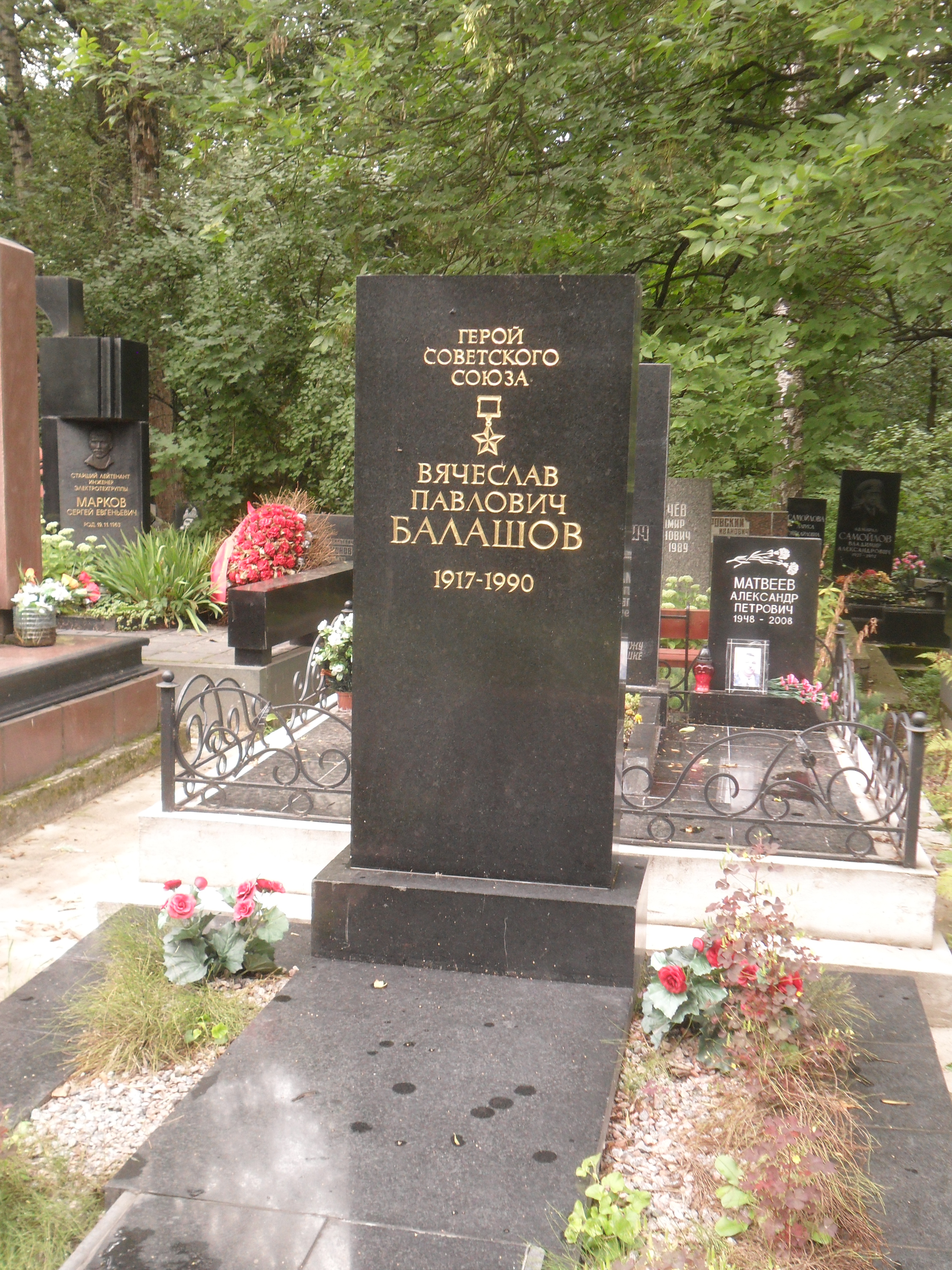
Могила В. П. Балашова на Серафимовском кладбище Санкт-Петербурга.

Родился в крестьянской семье 16 апреля 1917 года в селе Ижевское Рязанской губернии. Окончил неполную среднюю школу. Окончил школу ФЗУ при заводе им. Калинина в Москве, затем работал на этом заводе слесарем.
С ноября 1938 года служил в Военно-морском флоте. Окончил Военно-морское авиационное училище имени С. Леваневского в городе Николаеве в 1939 году. С ноября 1939 года проходил службу в ВВС Тихоокеанского флота на Дальнем Востоке: младший лётчик 13-й морской ближнеразведывательной эскадрильи, с апреля 1940 — младший лётчик и старший лётчик 4-го минно-торпедного авиаполка, с апреля 1941 года — командир звена в этом полку.
В составе шести экипажей ДБ-3Ф (Ил-4) выполнил задание по перегонке самолётов с Тихого океана на Северный флот, куда прибыл 23 марта 1942 года. Из этих самолётов и звена ВВС Краснознамённого Балтийского флота была создана 6-я минно-торпедная эскадрилья 2-го гвардейского смешанного авиаполка ВВС Северного флота. Позднее, в октябре 1942 года на базе 6-й эскадрильи создан 24-й минно-торпедный авиационный полк ВВС СФ, куда и был переведён В. П. Балашов.
Участник Великой Отечественной войны с апреля 1942 года. Участвовал в обороне Заполярья. Экипаж В. П. Балашова (штурман Н. С. Уманский, старший воздушный стрелок-радист Герой Советского Союза М. М. Бадюк, воздушный стрелок В. А. Емельяненко) был одним из лучших в полку. Свой первый корабль он потопил 14 июля 1942 года при атаке норвежского порта Хоннингсвог.
К началу мая 1943 года командир звена 24-го минно-торпедного авиаполка 5-й минно-торпедной авиадивизии ВВС Северного флота гвардии капитан В. П. Балашов выполнил 58 боевых вылетов (в том числе 23 ночью), на его личном боевом счету 5 потопленных транспортов противника и 1 сторожевой корабль. Участвовал в налётах на военно-морские базы и аэродромы противника в Северной Норвегии.
Указом Президиума Верховного Совета СССР «О присвоении звания Героя Советского Союза начальствующему и рядовому составу Военно-Морского флота» от 24 июля 1943 года за «образцовое выполнение боевых заданий командования на фронте борьбы с немецкими захватчиками и проявленными при этом отвагу и геройство» гвардии капитану Балашову Вячеславу Павловичу присвоено звание Героя Советского Союза с вручением ордена Ленина и медали «Золотая Звезда».
Вскоре после представления В. П. Балашова к званию Героя, приказом Народного комиссара ВМФ СССР № 190 от 31.05.1943 г., за мужество и героизм, проявленные в боях личным составом полка, 24-му минно-торпедному авиационному полку присвоено гвардейское звание и он был переименован в 9-й гвардейский минно-торпедный авиационный полк ВВС Северного флота.
При атаке немецкого конвоя 4 июля 1943 года самолёт В. П. Балашова был сбит зенитным огнём и выполнил вынужденную посадку на воду у полуострова Рыбачий, экипажу пришлось спасаться на надувной резиновой лодке.
В декабре 1943 года отозван с фронта и направлен на учёбу, в апреле 1944 года окончил Курсы усовершенствования начальствующего состава ВВС ВМФ. Затем в апреле 1944 года назначен старшим инспектором-лётчиком 4-го военно-морского авиационного училища ВВС ВМФ.
После войны В. П. Балашов продолжил службу на флоте, оставаясь в прежней должности. С октября 1947 года служил заместителем командира — инспектором-лётчиком по технике пилотирования и теории полёта 1-го авиационного полка при Высших офицерских курсах авиации ВМС, при этом в 1949 году сам окончил эти курсы. С декабря 1949 года — начальник штаба — первый заместитель командира 66-го минно-торпедного авиационного полка ВВС 8-го ВМФ на Балтийском море. В ноябре 1950 года убыл на учёбу в академию.
Окончил Военно-морскую академию имени К. Е. Ворошилова в 1956 году, после чего служил в ней старшим преподавателем тактики авиации командного факультета. Полковник В. П. Балашов уволен в отставку в феврале 1971 года.
Жил в Ленинграде и преподавал на военной кафедре в Ленинградском институте текстильной и лёгкой промышленности имени С. М. Кирова.
Похоронен на Серафимовском кладбище (Выборгский участок) города Санкт-Петербурга.

## Награды
- Медаль «Золотая Звезда» Герой Советского Союза (24 июля 1943 года)
- Орден Ленина (24 июля 1943)
- Орден Красного Знамени (25 сентября 1942)
- Два ордена Отечественной войны I степени (4 февраля 1943, 6 апреля 1985)
- Два ордена Красной Звезды (22 апреля 1943, 3 ноября 1953)
- Медаль «За боевые заслуги» (20.06.1949)
- Медаль «За оборону Советского Заполярья»
- Ряд других медалей СССР
- Кавалер ордена Британской империи (Великобритания, 1944)

## Память
- Бюст В. П. Балашова, в числе 53-х  лётчиков-североморцев, удостоенных звания Героя Советского Союза, установлен в пос. Сафоново на Аллее Героев около музея ВВС СФ.
- Имя В. П. Балашова присвоено истребителю-перехватчику МиГ-31 174 гвардейского Краснознаменного истребительно-авиационного Печенгского полка имени дважды Героя Советского Союза Б. Ф. Сафонова[9].
- В родном селе Ижевское на доме, в котором родился В. П. Балашов, установлена мемориальная доска (2015).